# Palaelodidae
Palaelodidae (лат.) — семейство вымерших новонёбных птиц отряда фламингообразных (Phoenicopteriformes). Олигоцен (Египет, Европа) и миоцен (Аргентина, Германия, Мексика, США, Чехия).
Группу Palaelodidae рассматривают в качестве промежуточной между кладами фламинго и поганкообразных.
Выделяют три ископаемых рода с примерно десятком вымерших видов:
- † Adelalopus  Mayr & Smith, 2002 — олигоцен, Бельгия[5]
  - † Adelalopus hoogbutseliensis Mayr & Smith 2002
- † Megapalaelodus  Wetmore, 1951 — миоцен
  - † M. conectens (Miller 1944)
  - † M. peiranoi Agnolin 2009
  - † M. goliath (Milne Edwards 1863) Cheneval 1983 [Paloelodus goliath (sic) Milne-Edwards 1868]
  - † M. opsigonus Brodkorb 1961
- † Palaelodus  A. Milne-Edwards, 1863 — олигоцен, миоцен[6][7]
  - † P. aotearoa Worthy et al. 2010
  - † P. germanicus (Lambrecht 1933) [Pliogrus germanicus Lambrecht 1933]
  - † P. kurochkini Zelenkov 2013
  - † P. pledgei Baird & Vickers-Rich 1998
  - † P. wilsoni Baird & Vickers-Rich 1998